# 眠れるエンデュミオン
『眠れるエンデュミオン』（伊: Endimione dormiente, 英: Sleeping Endymion）は、イタリア、ルネサンス期のヴェネツィア派の画家チーマ・ダ・コネリアーノが1505年から1510年頃に制作した絵画である。テンペラ画。小型のトンドとして制作された作品で、主題は古代ローマの風刺作家ルキアノスの『神々の対話』で語られているエンデュミオンとセレネの恋物語から取られている。対作品『ミダス王の審判』（Il giudizio Mida）とともに、長年にわたってパルマのプラーティ家（Prati family）のコレクションに属していた作品で、現在はパルマ国立美術館に所蔵されている。

## 主題
ルキアノスの『神々の対話』では、エンデュミオンの物語は11番目に愛と美の女神アプロディテと月の女神セレネの対話形式で語られている。アプロディテによるとセレネは月がカリア地方の空を通過するとき、屋外で眠る狩人エンデュミオンを眺めるために馬車をとめ、ときには月の軌道から地上に降りて行くという。恋の話を聞きだそうとするアプロディテに対し、セレネもエンデュミオンが外套を岩の上に敷いて眠っているときはとりわけ美しく、目覚めるとアンブロシアに似た甘美な息を吐く。そこでエンデュミオンが目を覚まさないようにそっと地上に降りて、彼の息吹を感じるために爪先で近づいて行くのだと語る。

## 作品

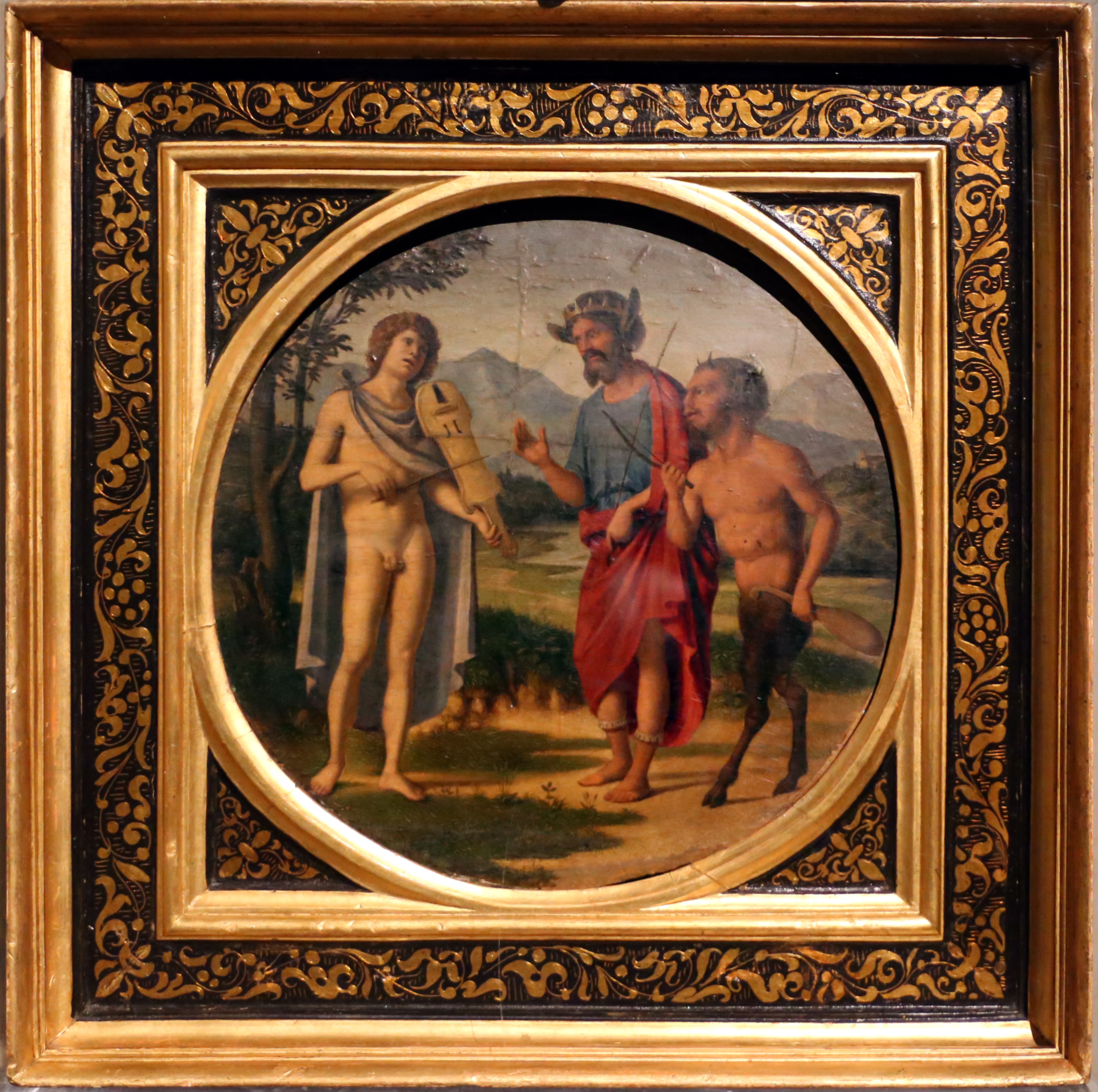
対作品『ミダス王の審判』。

チーマはエンデュミオンの美しさに魅了された女神セレネが地上に降りて来て、眠っているエンデュミオンに近づいていく場面を描いている。エンデュミオンは赤い外套をまとったまま、小川が流れる茂みのそばの柔らかな草地の上に身を横たえている。背後の木の幹にはディオニュソスの聖なる植物で、永遠の愛と忠誠の象徴である木蔦が絡みついている。エンデュミオンの近くには彼の猟犬や野ウサギ、シカが眠る姿もある。地上に降りてきた女神は三日月の形をとっており、その背後には彗星のような光の筋が見える。
主題の選択は巧みである。本作品がルキアノスの『神々の対話』の11番目の対話篇から取られているのに対して、対作品『ミダス王の審判』はオウィディウスの『変身物語』11巻で語られているミダス王が審判を務めたアポロンとパンの音楽競技から取られている。このように異なる著者の作品の同じ番号の章から主題を選択し、それによって主題の象徴的対称性を作り出している。つまり、本作品が眠るエンデュミオンとセレネの静かな恋の描写によって「静寂」と「愛」を表現しているのに対し、『ミダス王の審判』が音楽競技の様子とアポロンのミダス王に対する報復を描写することで「音楽」「歌」と「憎悪」を描いており、鮮やかな好対照をなしている。これは「セレネ（アルテミス）＝月・受動的側面」と「アポロン＝太陽・能動的側面」という相補関係ないし対照関係であり、また神と人間との間に起きた出来事の「静寂」と「音楽」、「愛」と「憎悪」というアンチテーゼである。
この主題の対称性はおそらく、良家の婚礼用カッソーネや、持参金を保管するための高価な家具の蓋ないし側面にはめ込む装飾画として制作されたことに由来する。あるいは鍵盤楽器の蓋にはめ込むためのものという説もある。
絵画世界がどの時間帯を表しているかについてはやや意見が割れている。月の輝く夜ではなく、人も動物も穏やかに眠る夜明け前という見解もあれば、完全な日中として描いているという見解もある。後者によると、チーマは日中に月が降下する描写をすることによって原始の魔法的世界を表現し、ルネサンス期の文化人が目指した古代の「黄金時代」の世界を再生させようとした、としている。またこれはヴェネト地方を新たなアルカディア＝理想郷と見なすことであり、ジョルジョーネがヴェネツィアで行ったことと同種のものであると指摘されている。すなわち、エンデュミオンの周囲で静かに眠る動物たちは森羅万象の調和を表し、また周囲の風景を画家の出身地であるコネリアーノの周辺の風景を再構成して描くことで、牧歌的な理想郷の風景を作り上げている。
本作品は確かなジョルジョーネ的価値観と、自然を観察しその描写を追究したレオナルド・ダ・ヴィンチやアルブレヒト・デューラーの影響を見ることができる。チーマは1500年頃からエミリア地方との関係を深めるが、特に後者の自然探求のテーマを画家に示唆したのは、パルマのサン・パウロ女子修道院の院長ジョヴァンナ・ダ・ピアツェンツァ周辺の知識人たちであったと推測されている。

## 来歴
おそらくコレッジョに『エッケ・ホモ』（Ecce Homo）を発注したパルマの法学者バルトロメオ・プラーティ（Bartolomeo Prati）のために描かれた。プラーティは1501年にマルゲリータ・ブルニョーリ（Margherita Brugnoli）と結婚しており、この年に対作品が発注された可能性があるが、一般的な制作年はこの数年後に位置づけられている。絵画についての最初の確実な記録は1661年のプラーティ家のコレクションの目録であり、すでに家具から独立した作品として額装されている。その後200年近くにわたって同家が所有したたのち、パルマ公爵夫人であったマリア・ルイーザによって、パルマの公的な文化遺産を増やす意図のもと1851年に購入された。

## ギャラリー

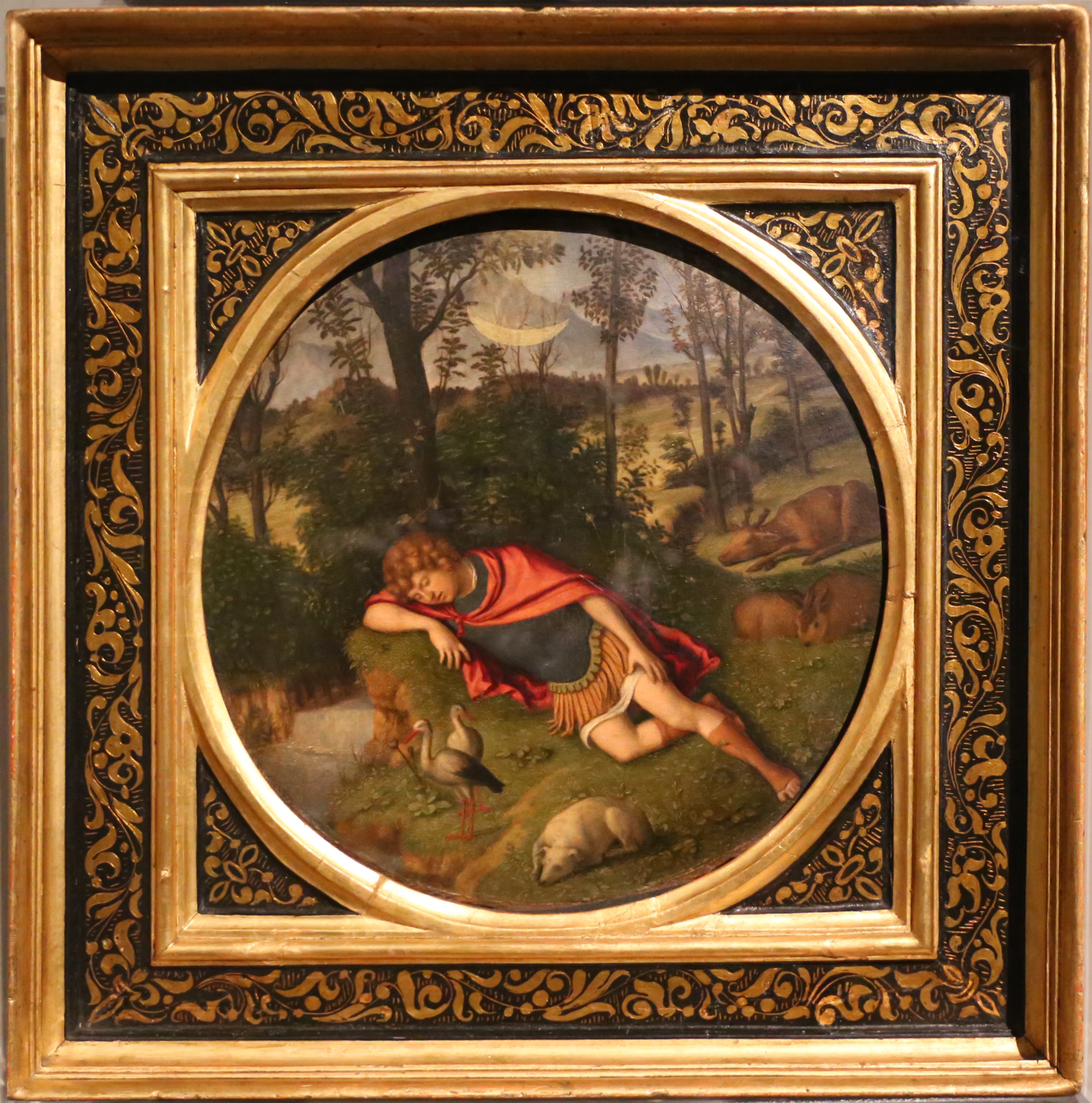
額縁
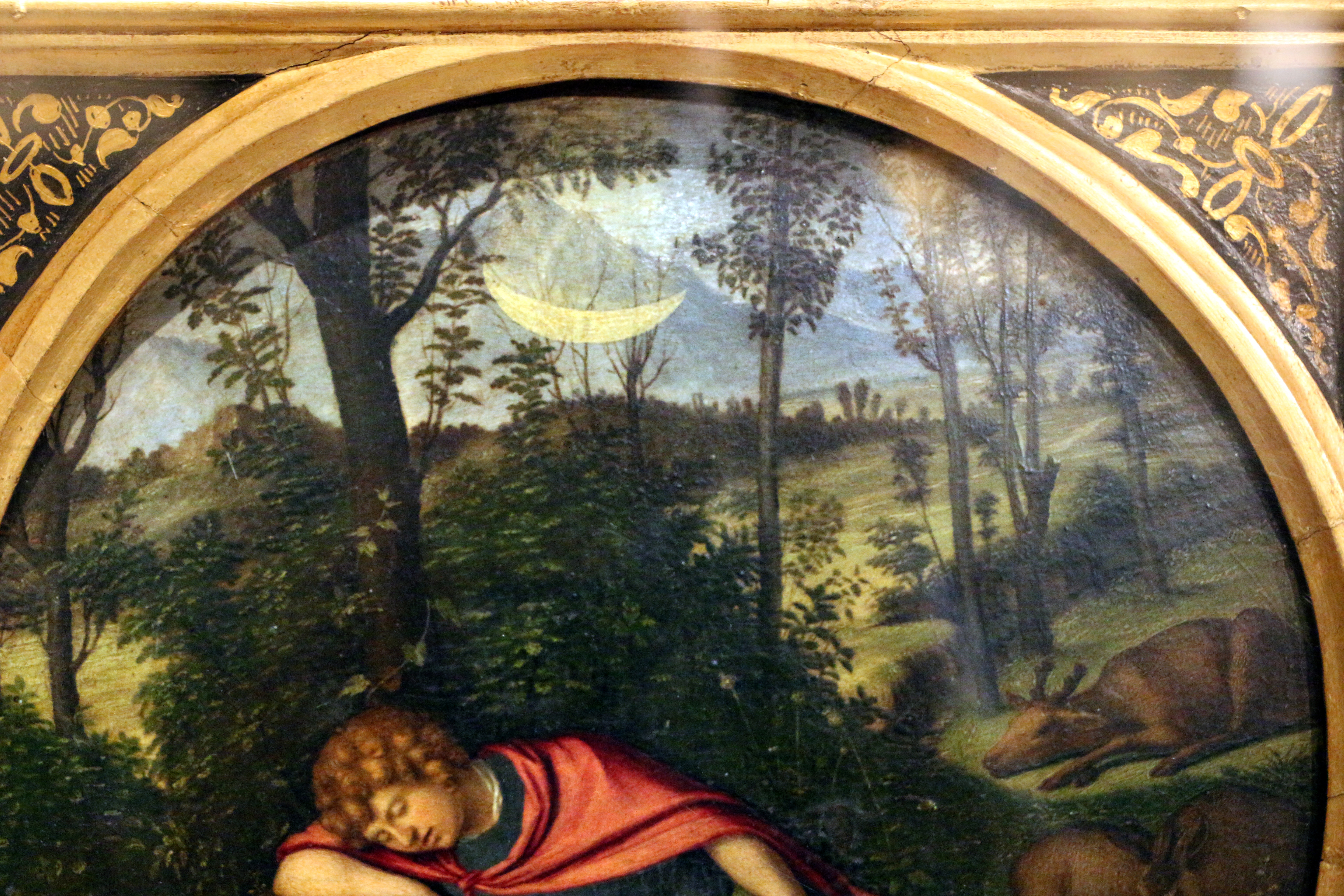
絵画および額縁のディテール
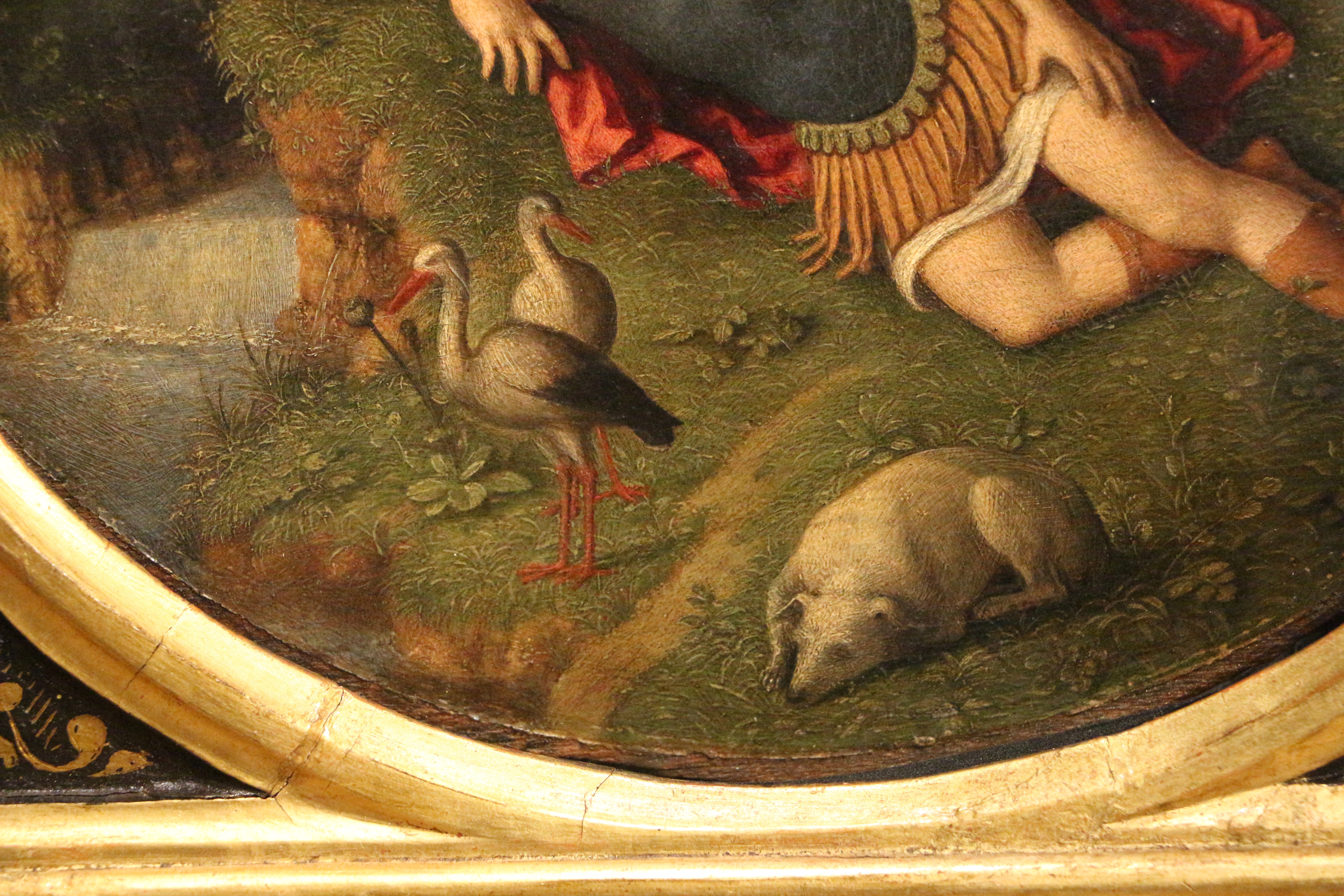
絵画および額縁のディテール